# Toma Rosandić
Toma Rosandić  (Split, 22. siječnja 1878. – 1. ožujka 1958.) bio je hrvatski kipar, arhitekt i likovni pedagog koji je veći dio svojeg umjetničkoga opusa ostvario u inozemstvu. Za života bio je, uz Ivana Meštrovića, najpoznatiji i najcjenjeniji hrvatski kipar.

## Životopis

### Školovanje i stjecanje kiparske zrelosti
Prve zanatske poduke o radu u drvu i kamenu, Rosandić je primio u očevoj zidarsko-kamenoklesarskoj radionici. Godine 1900. dolazi za šegrta u Bilinićevu klesarsku radionicu, u kojoj ostaje do 1903. Tu će upoznati pet godina mlađeg Ivana Meštrovića, kojeg će upravo Rosandić prvi učiti držati dlijeto u ruci. Bilinićeva radionica je funkcionirala kao svojevrsno učilište u kojem je Rosandić došao pod utjecaj Artura Ferraronija, najvrsnijeg majstora u radionici, koji će ga uputiti na daljnji neformalni studij u Rim, Firencu i Veneciju u kojima Rosandić boravi od 1903. do 1905. radeći, zajedno s Ferraronijem, na restauraciji loggiete srušenog venecijanskoga zvonika. U to vrijeme nastaje njegov Ženski akt, izložen 1906. na Mostra nazionale di belle arti u Milanu.
Od 1905. do 1908. ponovno je u Splitu i u tom razdoblju sve više od klesara postaje kipar, što potvrđuje i njegovo sudjelovanje na Prvoj dalmatinskoj umjetničkoj izložbi u Splitu 1908. godine: na toj izložbi sudjeluje s nekoliko radova među kojima se osobito ističe Grizodušje.
Ključni događaj Rosandićeva umjetničkog razvoja bio je Meštrovićev poziv u Beč 1908., odakle Rosandić na splitsku izložbu šalje svoje radove. Tu će u svega nekoliko mjeseci ostvariti velik umjetnički napredak, ali ipak ne biva primljen na likovnu akademiju zbog svojega već izgrađena kiparskog rukopisa.
Godine 1910. boravi i izlaže u Zagrebu, na najvažnijoj izložbi toga vremena Nejunačkom vremenu u prkos, koju je priredilo udruženje Medulić, kojem je Rosandić bio članom. Desetak izloženih radova pokazuju da je svoje kratko bečko razdoblje u kojem je imao prilike steći uvid u iznimno bogate umjetničke riznice metropole odlično iskoristio, što je imalo odjeka i u objavljenim kritičkim osvrtima. Grad Zagreb mu iste godine u iznimno jakoj konkurenciji poznatijih i priznatijih umjetničkih imena povjerava izradu spomenika Ruđeru Boškoviću za park ispred palače Akademije JAZU na Strossmayerovu trgu, te portret Andrije Fijana.
Iste, 1910. godine Rosandić modelira i izrazito dojmljiv niz Glave Turaka. One će skupa s Meštrovićevim skulpturama Kosovskoga ciklusa kojem su pripadale, na Svjetskoj izložbi u Rimu 1911. godine Paviljonu Srbije osigurati veliku pozornost publike i medija, omogućivši tako Srbiji da ovim dojmljivim umjetničkim djelima hrvatskih autora uspješno propagira svoj politički program. Premda ove Glave Turaka samo općenito slijede Meštovićevu morfologiju, što je obzirom na njihovu funkciju uostalom bilo nemoguće izbjeći, Rosandiću će ova suradnja nezasluženo priskrbiti etiketu Meštrovićeva epigona koja će ga, premda je manje-više bila bez stvarnoga temelja, sporadično pratiti i nakon smrti.
Nakon uspjeha u Rimu, Rosandić 1912. i 1913. boravi u Beogradu, odakle se 1914. zajedno sa srpskom vojskom povlači preko albanskih planina, prepuštajući svoj dom i svoja djela ratnoj stihiji u kojoj će većina njih nestati, ostajući nam srećom poznata barem preko reprodukcija.
Godina 1915. prijelomna je u Rosandićevu stvaralaštvu. Strahote rata i patnje koje je osobno proživio potpuno su ga prožele te u to vrijeme nastaju njegova remek-djela Ecce homo i Glava Krista koja su vrhunac ne samo njegova opusa, nego i europske skulpture toga vremena. Ratnoj stihiji anakroni formalno-sadržajni larpurlartizam nekih ranijih djela (reljefi Igra, Mladost) otplavila je neposredna ekspresija duboko proživljene patnje čovječanstva kojoj Rosandić instinktivno pronalazi kiparski ekvivalent u arhetipskoj tematici Kristove Kalvarije.
Godine 1916. iste će misaone preokupacije Rosandić pretočiti u remek-djelo Asketa, oblikovno na tragu djela velikog njemačkog ekspresionista Wilhelma Lehmbrucka te će započeti niz reljefa u drvu, u kojima će neposrednim i čistim likovnim jezikom izraziti turobne osjećaje tjeskobe i beznađa koji su zahvatili opustjele domove žena čiji se sinovi i muževi nalaze na ratištu u stalnoj životnoj opasnosti (reljefi Molitva, Snaha, Majčina briga, Očajnica, Udovica). 
Ta će djela tijekom 1917. i 1918. biti izložena u Lyonu, Londonu, Manchesteru, Glasgowu, Edinburghu, Ženevi i Parizu te će ih likovna kritika opravdano usporediti s djelima Jacoba Epsteina, Erica Gilla i drugih najvećih kipara toga vremena.

### Plodno međuratno razdoblje
Godine 1920. u Beču i Zagrebu izlazi Rosandićeva monografija s predgovorom Tina Ujevića. U vrlo nadahnutom tekstu, mladi Ujević će Rosandića opisati kao …uvijek zaokupljena poslom, stalno u borbi s materijalnim teškoćama; ali nismo nikada primijetili da je klonuo duhom ni da se odrekao ideala umjetničkog života. …on je u svojoj bijedi istrajao, čio i vedar, došavši već u 42. godinu bez velike slave i bogatstva, no rastući i napredujući uvijek u umjetničkoj vještini i dotjeranosti“ , pojašnjavajući da su „ovaki ljudi iz mlađega naraštaja … kušali da posljednjih petnaest godina s najmanjim sredstavima učine najviše, sve moguće za obrazovanje, vaspitanje i moralno dizanje našega naroda.“
Od 1922. Rosandić predaje na Umjetničkoj školi u Beogradu, a od 1924. do 1927. radi na svojem najpoznatijem djelu, Mauzoleju obitelji Petrinović u Supetru na Braču. Za razliku od „arhajskih“ kipova i reljefa nekoliko godina ranijeg Meštrovićeva Mauzoleja obitelji Račić u Cavtatu, Rosandić se u nešto melodijoznijem viđenju teme vraća likovnom govoru secesije, stvarajući osebujan „Gesamtkunstwerk“ u kojem, na tragu likovnih ciljeva „Medulića“ u svoju skulpturu, arhitekturu i dekorativna djela nastoji udahnuti specifičan nacionalni duh.
Koncem dvadesetih u Beogradu, u ulici Ljube Jovanovića gradi kuću i atelier. Tu 1929. nastaje Harfist, njegovo najznačajnije djelo iz ovoga razdoblja. 
Tridesetih godina stvara niz spomenika: Njegoš (postavljen 1934. u Trebinju), Umorni borac (postavljen 1935. na beogradskom Kalemegdanu, a kasnije i u Negotinu) i Igrali se konji vrani (grupa je postavljena 1939. na ulazu u Jugoslavensku Skupštinu).
U to vrijeme postaje i jednim od osnivača beogradske Akademije likovnih umjetnosti te biva izabran za njezinog prvog rektora.

### Priznanja i posljednje godine rada
Nakon rata otvara majstorsku radionicu, koju će 1955. posjetiti Henry Moore tijekom svoje izložbe u Beogradu. U tom razdoblju osobito dolazi do izražaja Rosandićev pedagoški rad, dok narudžbe za kiparska ostvarenja poput spomen biste Ive Lole Ribara, i monumentalnog Spomenika palim borcima i žrtvama fašističkog terora u Subotici, potvrđuju umjetnikov renome kojeg je zadržao i u novoj društvenoj stvarnosti. Godine 1948. postaje redovitim članom Srpske akademije nauka i umjetnosti.
Potkraj života vraća se u Split, te ostavlja Gradu Beogradu svoj stan i atelier, u kojem će 1963. biti otvoren memorijalni Muzej Tome Rosandića. Početkom 1958. umire u rodnome Splitu. Gradska će općina ispuniti njegovu želju da mu bude dozvoljen sprovod preko Rive, što će biti zadnji takav javni ispraćaj u Splitu.